# Trévillach
Trévillach (în catalană Trevillac) este o comună în departamentul Pyrénées-Orientales din sudul Franței. În 2009 avea o populație de 116 de locuitori.

## Evoluția populației
| An        | 1975 | 1982 | 1990 | 1999 | 2006 | 2009 |
| --------- | ---- | ---- | ---- | ---- | ---- | ---- |
| Populație | 137  | 109  | 92   | 76   | 107  | 116  |